# جون دبليو فيشبورن
جون دبليو فيشبورن (بالإنجليزية: John W. Fishburne) (و. 1868 – 1937 م)هو سياسي، ومحامي من الولايات المتحدة الأمريكية . ولد في شارلوتسفيل، فيرجينيا . تولى منصب عضو مجلس نواب الولايات المتحدة من ولاية فرجينيا .
وهو عضو في الحزب الديمقراطي الأمريكي .
توفي في شارلوتسفيل، فيرجينيا .